# イオンタウン四日市泊
イオンタウン四日市泊（イオンタウンよっかいちとまり）は、三重県四日市市泊小柳町にでイオンタウン株式会社が運営しているショッピングセンター。

## 概要

### 旧店舗
東亜紡績（現在のトーア紡コーポレーション）泊工場跡地を同社とジャスコ（現在のイオン）が共同で再開発し、「パワーシティー四日市」として1995年（平成7年）3月15日に開業した。
約10万m2の敷地に、開業時点で9棟の建物で構成されたオープンモール形式のショッピングセンターで、様々な業態のカテゴリキラーなど28店舗が出店していた。
開業時にはイオングループの当時の新業態であった「マックスバリュ」と「メガマート」が初めて同時に出店したほか、ケーヨージャスコ「ビッグ・バーン」も出店するなどイオンが当時総合スーパー以外で展開し始めていた大型店を揃って出店していた。
この「マックスバリュー」は第1号店「江刺店」（岩手県江刺市）に次ぐ2号店であった。
またイオングループ以外では、玩具などの大型店トイザらスやセガ・エンタープライゼスが5,000m2を超える大型の娯楽施設などが開業時に出店していた。
核店舗の1つ「マックスバリュ四日市店」は、開店当初はジャスコの直営店であったが、2001年8月20日に会社分割（吸収分割）方式によってマックスバリュ中部が運営を引き継いだ。
イオンリテールの運営していた中小型ショッピングセンターをイオンタウンの運営に委託することになったことに伴って同社の管理運営に移行し、2011年（平成23年）11月21日に「パワーシティ四日市」から「イオンタウン四日市泊」に名称が変更された。
2018年（平成30年）2月28日、建て替えのため一旦閉店 。

### 新店舗
イオンタウンは10月29日に起工式を行い、本格的建設工事に着工。
2019年（平成31年）4月24日、先行してスーパービバホーム四日市泊店がオープン。
11月16日、メイン棟含めた全店舗がグランドオープンした。この際に核店舗のマックスバリュ四日市店がマックスバリュ四日市泊店に店舗名を変更し、運営会社も同年9月1日にマックスバリュ中部を吸収合併したマックスバリュ東海に変更された（両社が合併してから初出店となる店舗である）。
全面開業時点ではイオンタウン姶良（鹿児島県姶良市）に次ぐ、日本で2番目に大きいイオンタウンとなった。

### 沿革
- 1995年（平成7年）3月15日 - イオン初のパワーセンターとして「パワーシティ四日市」が開業。
- 2001年（平成13年）8月20日 - 核店舗のマックスバリュの運営会社がジャスコからマックスバリュ中部に変更。
- 2011年（平成23年）11月21日 - 施設名称をパワーシティ四日市から「イオンタウン四日市泊」に変更。
- 2018年（平成30年）2月28日 - 建て替えのため全区画閉店[15]。
- 2019年（平成31年）4月24日 - 別棟スーパービバホーム四日市泊店が先行してオープン[16]。
- 2019年（令和元年）11月16日 - グランドオープン[17]。
- 2020年（令和2年）2月1日 - 最寄りバス停を敷地内に移設、「泊町北」から「イオンタウン四日市泊」に名称変更。

## テナント
新店舗は全108店舗、そのうち三重県初出店が22店舗、四日市初出店が45店舗、地元（三重県に本社がある）企業が22店舗となっている。

### 過去にあったテナント
先述の通り、開業時点では「マックスバリュー」や「メガマート」、「ビッグ・バーン」といったイオングループの大型店のほか、「トイザらス」やセガ・エンタープライゼスの大型の娯楽施設「ガルボ」、メンズプラザアオキなどが大型のテナントとして出店していた。
その後、競合の増加により、商圏が合わなくなった「メガマート」と「ビッグ・バーン」はそれぞれ「スポーツオーソリティ」の日本2号店、「オフィスマックス」の日本1号店とイオングループが海外の会社と提携した新規形態店舗への入れ替えが行われた。
その後テナントの入れ替え、運営者変更などがあり、24時間営業でマックスバリュ中部が運営する「マックスバリュ」、「スポーツオーソリティ」、「トイザらス」などが代表的な大型のテナントとなった。

### 閉店時に存在した大型テナント

#### メインゾーンにあったテナント
現在のイオンタウン四日市泊本館の区画
- メガマート→スポーツオーソリティ：4,220m2[1]
- マックスバリュ：5,747m2[1]（開業時は3,195m2[2]）
- セガエンターテイメント四日市ガルボ屋内遊園地：5,000m2超[2]（後の服部家具センター部分）
- トイザらス・ベビーザらス四日市店：2,654m2[1]
- ザ・ダイソー→宮脇書店
- スギ薬局イオンタウン四日市泊店
- ライトオン
- コックス→イオンバイク
- ケンタッキーフライドチキン
- マクドナルドパワーシティ店（後にイオンタウン四日市泊店となる）
- ベビーフェイスプラネッツ
- 歌行燈
- サイゼリヤ
- 四日市泊アミューズメントパーク（セガエンターテイメントの四日市ガルボが閉店後セガとは別の場所に四日市泊アミューズメントパークが開業）
- スポーツオーソリティ（メガマート閉店跡に開業、国内2号店）

#### サブゾーンにあったテナント
現在のスーパービバホームの区画
- ビッグ・バーン：4,765m2[10]→オフィスマックス（後に閉店し、ダイソーとふとんのタナカ）
- ザ・ダイソーイオンタウン四日市泊店
- グッドウィル（後に閉店し、ホビーショップタムタム）
- マクドナルドパワーシティサテライト店（ビッグ・バーン→→ダイソー横。後に閉店し、跡にワイモバイルが開業）